# Atentado de Sylhet de 2017
El atentado de Sylhet fue un ataque ocurrido en Sylhet, Bangladés; que dejó un saldo de 6 muertos y más de 50 heridos. El hecho ocurrió el día 25 de marzo del 2017 cuando hombres a bordo de motocicletas lanzaron bombas contra un grupo de personas y más tarde se produjo otra explosión.
Al día siguiente, el Estado Islámico se adjudicó las explosiones.

## Antecedentes[3]
Los atentados tienen lugar después de varios meses de relativa calma en Bangladés en medio de una amplia campaña antiterrorista lanzada por las autoridades tras el asalto a un restaurante de Daca que en julio de 2016 causó 22 muertos, la mayoría extranjeros. Hasta ese mes, cuando cesaron los asesinatos, unos 70 blogueros, intelectuales, miembros de minorías religiosas y extranjeros habían muerto en estos atentados.
El ataque al restaurante capitalino, reivindicado por el grupo yihadista Estado Islámico (EI), marcó un antes y un después en la oleada de atentados de corte islamista que se venía produciendo con intervalos en el país desde 2013.
A esta operación antiterrorista todavía en marcha se suman dos intentos de atentado el viernes y la semana pasada en las cercanías del aeropuerto de Daca, aunque en las dos ocasiones los atacantes suicidas se inmolaron sin producir más víctimas mortales.

## Desarrollo
Alrededor de la media tarde (6 p. m.) un grupo de hombres a bordo de motocicletas lanzaron un artefacto explosivo a un grupo de personas y minutos después se produjo una segunda detonación. Al principio dejó tres muertos pero conforme avanzaba el tiempo, la cifra aumento a 6 y la cifra de heridos a 53.

### Atrincheramiento de los milicianos
Después de cometer las explosiones, los terroristas milicianos huyeron y se atrincheraron en un edificio de cinco plantas a unos cientos de metros del atentado lo que obligó a evacuar a las personas de dicho edificio y los aledaños. 
Los milicianos se mantuvieron en el lugar mientras la policía de bangladés intentaba entrar al edificio. Finalmente,el martes 29 de  marzo por la tarde, cuatro días después de los hechos, la policía logró entrar al lugar y abatir a los terroristas, entre ellos una mujer.